# Stanleya neritinoides
Stanleya neritinoides é uma espécie gastrópode  da família Thiaridae.
Pode ser encontrada nos seguintes países: República Democrática do Congo e Tanzânia.